# Alustante
Alustante bezeichnet einen Ort und eine Gemeinde (municipio) mit 145 Einwohnern (Stand: 2024) im Nordosten der Provinz Guadalajara in der Autonomen Gemeinschaft Kastilien-La Mancha in Zentralspanien.

## Lage
Alustante liegt im Iberischen Gebirge im Osten der Provinz Guadalajara in einer Höhe von 1185 m. Die Entfernung zur südsüdwestlich gelegenen Provinzhauptstadt Guadalajara beträgt ca. 65 Kilometer (Fahrtstrecke).

## Bevölkerungsentwicklung
| Jahr      | 1960 | 1970 | 1981 | 1991 | 2001 | 2011 | 2021 |
| Einwohner | 1013 | 721  | 371  | 305  | 257  | 221  | 154  |

## Sehenswürdigkeiten

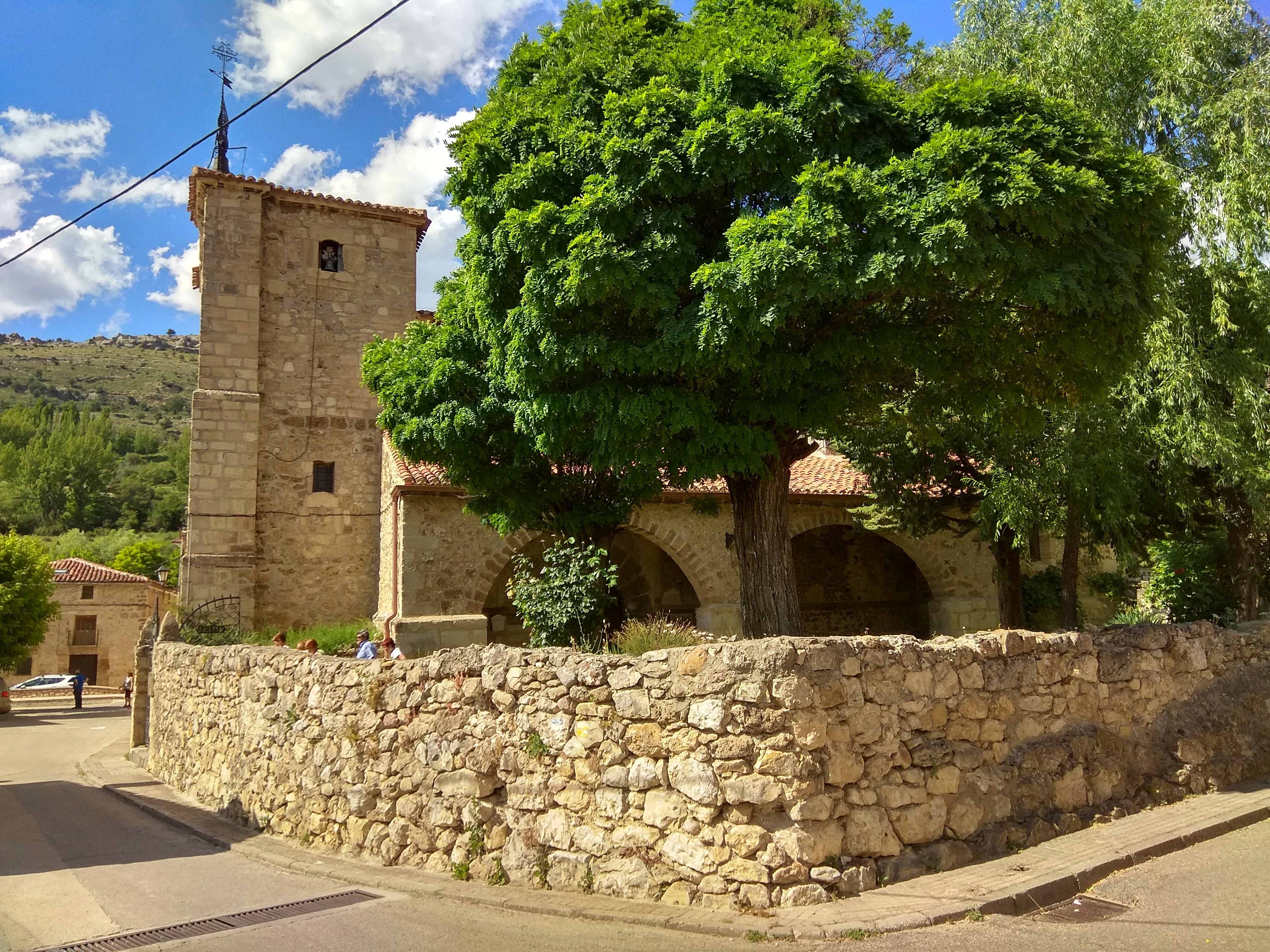
Matthäuskirche

- Matthäuskirche

## Persönlichkeiten
- Andrés Esteban Gómez (1766–1831), Bischof von Ceuta (1814–1816) und von Jaén (1816–1831)